# Laura Traets
Laura Traets (em búlgaro:  Лаура Траатс; Sófia, 13 de dezembro de 1998) é uma ginasta búlgara, campeã olímpica.

## Carreira
Traets conquistou a medalha de ouro nos Jogos Olímpicos de Verão de 2020 em Tóquio na prova feminina por equipes da ginástica rítmica, ao lado de Simona Dyankova, Stefani Kiryakova, Madlen Radukanova e Erika Zafirova, com um total de 92.100 pontos na sua performance.